# Dendrophilus tubercularis
Dendrophilus tubercularis es una especie de coleóptero de la familia Histeridae.

## Distribución geográfica
Habita en África.